# Lorenzo Mangiante
Lorenzo Giovanni „Renzo“ Mangiante (* 14. März 1891 in Brescia; † 16. Juni 1936 in Curitiba, Brasilien) war ein italienischer Turner und zweifacher Olympiasieger.
Bei den Olympischen Sommerspielen 1912 in Stockholm gewann er mit dem italienischen Team, zu dem auch sein jüngerer Bruder Giovanni gehörte, den Mannschaftsmehrkampf. Acht Jahre später bei den Spielen in Antwerpen konnte er diesen Erfolg wiederholen. Mangiante nahm nie an olympischen Einzelwettkämpfen teil. Später wanderte er nach Brasilien aus, wo er im Alter von nur 45 Jahren starb.